# دي دي آر 3 إس دي رام
(بالإنجليزية: DDR3 SDRAM)‏ وهي اختصار لضعف معدل نقل البيانات النوع 3 إس دي رام هي نوع من ذاكرة الوصول العشوائي الديناميكي المتزامن (SDRAM) مع عرض نطاق ترددي عالي ("معدل بيانات مزدوج")، وهي قيد الاستخدام منذ عام 2007. هو الخلف أعلى سرعة لدي دي آر ودي دي آر 2 DDR2 والسابق لدي دي آر 4 DDR4 ، دي دي آر 3 ليس متوافق مع أي نوع سابق أو لاحق من ذاكرة الوصول العشوائي (RAM) بسبب الفولتية للإشارات المختلفة، والتوقيت، وعوامل أخرى.
دي دي آر 3 إس دي رام هي مماثلة لأنواع سابقة، مع أداء مماثل.

## الموديلات

### جدول مقارنة السرعة لـ دي دي آر 3 إس دي رام
| JEDEC الاسم المرادف | توقيت الذاكرة | وقت الدورة | توقيت نقل المخرجات والمدخلات | معدل البيانات | اسم الوحدة | معدل الأقصى للنقل | التوقيت                             |
| ------------------- | ------------- | ---------- | ---------------------------- | ------------- | ---------- | ----------------- | ----------------------------------- |
| DDR3-800            | 100.0 MHz     | 10.000 ns  | 400 MHz                      | 800 MT/s      | PC3-6400   | 6400 MByte/s      | 5-5-5 6-6-6                         |
| DDR3-1066           | 133.3 MHz     | 7.500 ns   | 533 MHz                      | 1066 MT/s     | PC3-8500   | 8533 MByte/s      | 5-5-5 6-6-6 7-7-7 8-8-8             |
| DDR3-1333           | 166.7 MHz     | 6.000 ns   | 667 MHz                      | 1333 MT/s     | PC3-10600  | 10667 MByte/s     | 7-7-7 8-8-8 9-9-9 10-10-10          |
| DDR3-1600           | 200.0 MHz     | 5.000 ns   | 800 MHz                      | 1600 MT/s     | PC3-12800  | 12800 MByte/s     | 7-7-7 8-8-8 9-9-9 10-10-10 11-11-11 |
| DDR3-1800           | 225.0 MHz     | 4.444 ns   | 900 MHz                      | 1800 MT/s     | PC3-14400  | 14400 MByte/s     | 7-7-7 8-8-8                         |
| DDR3-1866           | 233.3 MHz     | 4.286 ns   | 933 MHz                      | 1866 MT/s     | PC3-14900  | 14900 MByte/s     | 7-7-7 8-8-8 9-9-9                   |
| DDR3-2000           | 250.0 MHz     | 4.000 ns   | 1000 MHz                     | 2000 MT/s     | PC3-16000  | 16000 MByte/s     | 7-8-7 8-8-8 9-9-9 10-10-10          |
| DDR3-2133           | 266.7 MHz     | 3.750 ns   | 1067 MHz                     | 2133 MT/s     | PC3-17000  | 17067 MByte/s     | 9-9-9 10-10-10                      |
| DDR3-2200           | 275.0 MHz     | 3.636 ns   | 1100 MHz                     | 2200 MT/s     | PC3-17600  | 17600 MByte/s     | 9-9-9 10-10-10                      |
| DDR3-2500           | 312.5 MHz     | 3.200 ns   | 1250 MHz                     | 2500 MT/s     | PC3-20000  | 20000 MByte/s     | 11-11-11                            |

يرجى ملاحظة أن الوحدات المذكورة أعلاة والتي أسرع من PC3-12800/DDR3-1600 ليست وحدات JEDEC القياسية، هي وحدات باحتمالية شرائح أعلى أو تغير عالي.
التوقيت في الموديلات الغير قياسية هي خواص للمصنع وليست معيار للمنتج.